# Marcus Wendel Valle da Silva
Marcus Wendel Valle da Silva (ur. 28 sierpnia 1997 w Duque de Caxias) – brazylijski piłkarz występujący na pozycji pomocnika w rosyjskim klubie Zenit Petersburg. Wychowanek Fluminense, w trakcie swojej kariery grał także w Sportingu CP. Młodzieżowy reprezentant Brazylii.